# Condado de Union (Ohio)

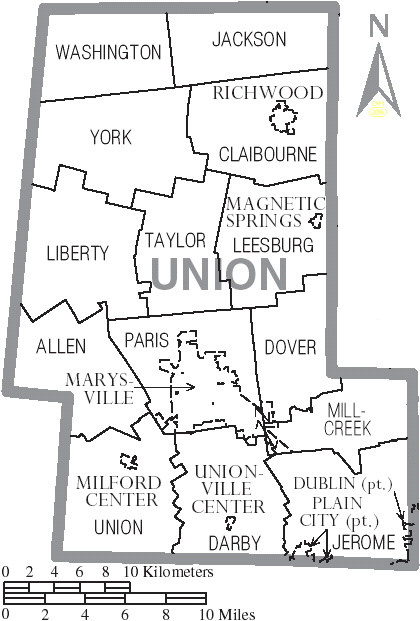
Mapa do condado.

O Condado de Union é um dos 88 condados do Estado americano de Ohio. A sede do condado é Marysville, e sua maior cidade é Marysville. O condado possui uma área de 1 132 km² (dos quais 1 km² estão cobertos por água), uma população de 40 909 habitantes, e uma densidade populacional de 36 hab/km² (segundo o censo nacional de 2000). O condado foi fundado em 1820.